# Genesis G90
La Genesis G90 (in coreano: 제네시스 G90) è un'autovettura prodotta dalla casa automobilistica coreana Genesis Motor a partire dal 2016. Nel 2022 ne è stata presentata la seconda serie.

## Profilo
La vettura è una berlina a 3 volumi di fascia alta, con la classica impostazione motore anteriore/longitudinale e trazione posteriore. 
I motori disponibili sono un turbo da 3,3 litri V6, gli aspirati 3,8 litri V6 e un 5,0 litri V8. La trasmissione è affidata a un cambio automatico a 8 velocità.
È stata presentata al North American International Auto Show 2016. I modelli per il mercato statunitensi sono stati messi in vendita da settembre 2016.

### Restyling 2018

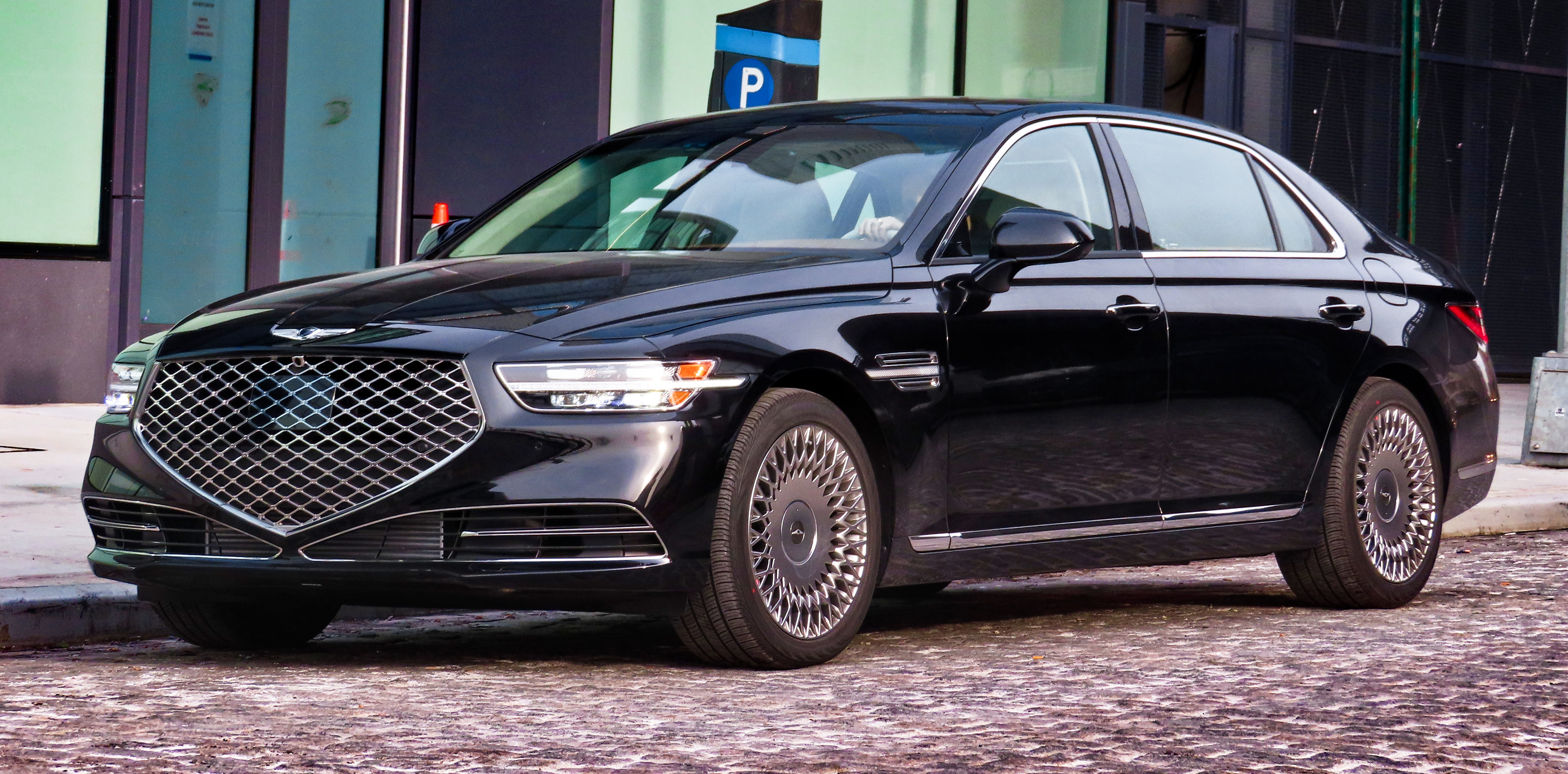
2020 Genesis G90

La G90 è stata sottoposta ad aggiornamento di metà carriera che ha debuttato in Corea del Sud il 27 novembre 2018; le modifiche sono principalmente estetiche, con una nuova mascherina anteriore e nuovi fari. 

### EQ900L/G90L
È disponibile anche una versione a passo lungo chiamata la G90L, cha ha una lunghezza complessiva maggiore di 28 centimetri. Inizialmente questa variante è stata venduta in Corea con il nome di EQ900L, per poi successivamente essere rinominata G90L in occasione del restyling occorso nel 2018. La G90L è disponibile solo in un unico allestimento dotato del motore V8 aspirato da 5.0 litri abbinato alla trazione integrale AWD (HTRAC).

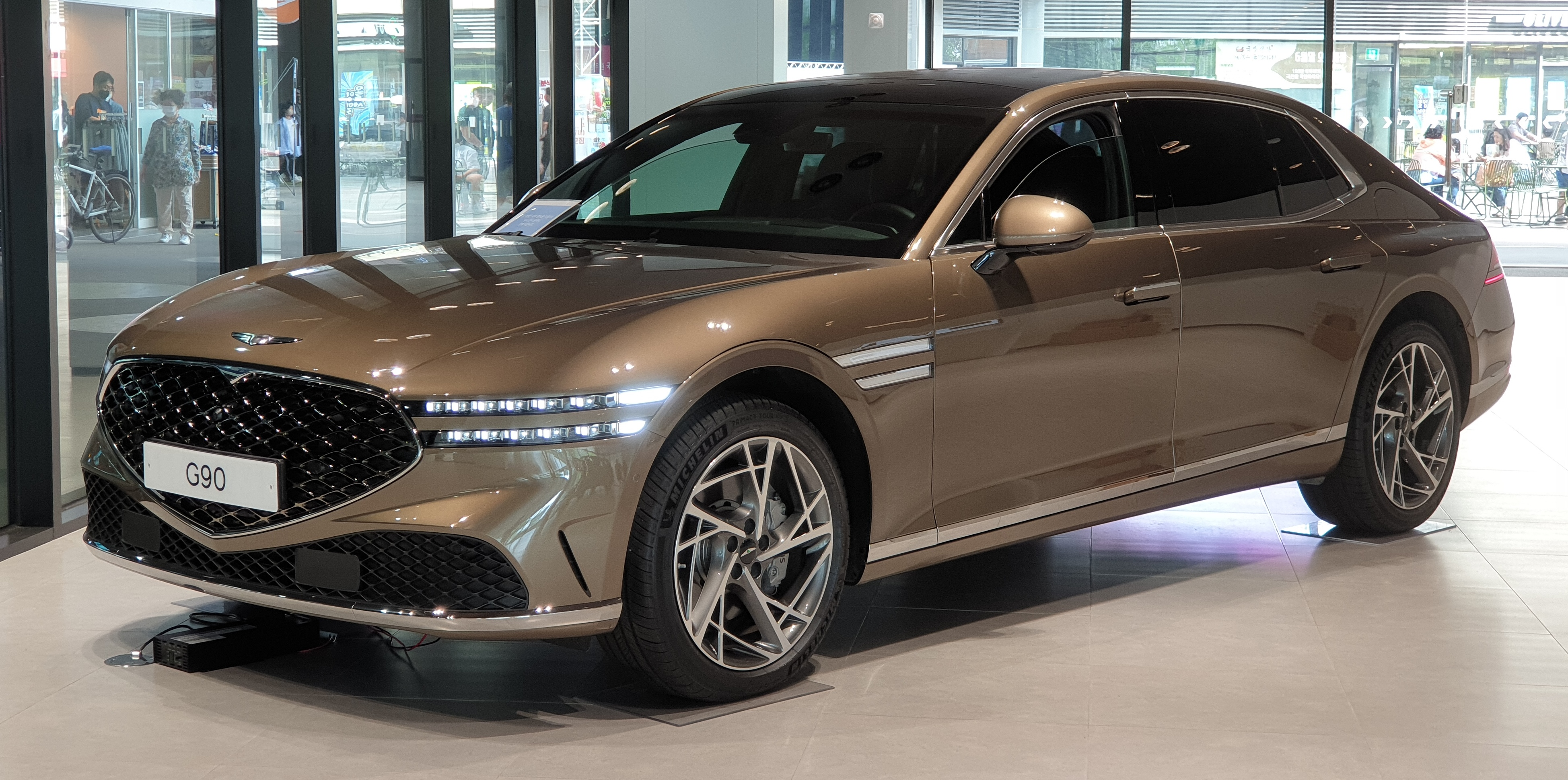
Seconda serie

## Seconda generazione (RS4; 2021-)
La seconda generazione, presentata il 30 novembre 2021, si differenzia dalla precedente per i fari anteriori e posteriori completamente ridisegnati. La vettura è disponibile in due varianti, una a interasse corto e l'altro lungo. 
A spingere la vettura c'è motore è un V6 biturbo da 3,5 litri con 279 kW (375 CV) e 530 Nm di coppia.